# Carolina Torres
Carolina Torres, född 16 mars 1979, är en friidrottare från Chile. Hon deltog vid olympiska sommarspelen 2004.